# 이규웅
이규웅(李圭雄, 1927년 1월 21일 ~ 1982년 8월 1일)은 대한민국의 연극배우, 영화감독, 영화배우, 영화 각본가이고 서울 출생이다. 대표작에는 1971년 감독작으로 발표한 영화 《성웅 이순신》이 있다.

## 주요 경력
- 1944년 연극배우 데뷔.
- 1957년 영화 《그 여자의 일생》으로 영화 조감독 데뷔.
- 1957년 영화 《진리의 밤》을 조감독, 이 영화의 단역으로 영화배우 데뷔.
- 1961년 영화 《내 몸에 손을 대지 마라》로 영화감독 데뷔.
- 1963년 영화 《단종애사》를 감독, 이 영화로 영화 각색가와 영화 윤색작가 데뷔,
- 1975년 영화 《내시의 아내》를 감독, 이 영화로 영화 각본가 데뷔.